# Inezia (planta)
Inezia es un género de plantas pertenecientes a la familia Asteraceae. Comprende dos especies. Son originarias de Sudáfrica.

## Taxonomía
El género fue descrito por Edwin Percy Phillips y publicado en Bulletin of Miscellaneous Information Kew 1932: 297. 1932.
Etimología
El género honra a Inez Clare Verdoorn (1896-1989), una  taxónoma sudafricana.

## Especies aceptadas
A continuación se brinda un listado de las especies del género Inezia (planta) aceptadas hasta junio de 2012, ordenadas alfabéticamente. Para cada una se indica el nombre binomial seguido del autor, abreviado según las convenciones y usos:
- Inezia integrifolia (Klatt) E.Phillips
- Inezia speciosa Brusse